# Livre des Lamentations
Le Livre des Lamentations est un recueil de cinq kinot (élégies) pour la ville de Jérusalem détruite, décrivant les ravages de la guerre et de la faim mais aussi les questions adressées à un Dieu qui a non seulement laissé détruire sa cité d’élection mais y aurait pris part.
Le contenu du livre se rapporte à une période entre 598 av. J.-C., date de la première déportation, et la prise de Babylone par Cyrus II en 538 av. J.-C. La tradition l’attribue rapidement à Jérémie et ce fait aura une influence notable sur le nom du livre ainsi que sa place dans divers canons bibliques mais elle est contestée par différents tenants de la critique biblique qui estiment le recueil composé en Judée ou par des Judéens en exil.

## Le livre deskinot
Le recueil, dont l’importance et l’ancienneté du caractère canonique sont attestées par sa présence dans les manuscrits de la mer Morte, semble d’abord avoir été connu sous le nom de Kinot, sefer kinot ou meguilat kinot (hébreu : [ספר\מגילת] קינות, Livre ou Rouleau des Complaintes). 
Connues de l’ensemble des civilisations sémitiques, les kinot apparaissent dans la Bible avec David, qui compose en sa qualité de poète des élégies pour Saül et Jonathan, pour Abner, pour le premier fils (innommé) que David a eu de Bethsabée et pour Absalom. Jérémie lance lui aussi une complainte pour Josias. Par la suite, ces chants pour les morts, déclamés par des pleureuses professionnelles (mekonenot) lors des enterrements, s’adressent de façon métaphorique, dans la littérature prophétique, à des plaines et à des villes : Amos pleure la « vierge d’Israël », Jérémie prend le deuil pour Jérusalem et Ézéchiel prédit qu’on chantera sous peu une kina pour Tyr.
Le Livre des Complaintes présente de fait de nombreuses ressemblances avec les Lamentations pour Ur (en), évoquant le désarroi causé par la ruine d’une cité populeuse et resplendissante, le scandale de la trahison des alliés, la faim qui pousse les mères à manger leurs enfants et autres malheurs, mais il s’en distingue par l’accent mis sur le caractère naturel des malheurs causant la ruine de la ville (faim, meurtres, feu…) alors que dans les complaintes pour les villes sumériennes, cette destruction est la manifestation tangible d’un délabrement surnaturel à l’échelle cosmique. L’ennemi qui abat la ville devient dans ces textes l’agent concret d’un déterminisme inexorable selon lequel aucune civilisation ne peut durer éternellement tandis que le Livre des Complaintes rattache ces événements à la responsabilité humaine et au châtiment divin. En effet, la défaite du messie de Dieu n’est pas le résultat d’une déficience ou défaillance divine mais d’un choix délibéré de sa part, et tous ces malheurs ont eu lieu avec son assentiment. La réalité contredit fortement la théologie idyllique des psaumes, en particulier du psaume 37 : l’auteur assiste non seulement à la défaite des pieux mais les prêtres et prophètes sont subitement privés d’instruction et les paroles triomphantes du juste sont prononcées par ceux qui mettent Jérusalem à sac. Cependant, ce rejet fait progressivement place dans la troisième kina à un refus d’abjurer Dieu qui demeure bon tandis que le poids des fautes retombe tout entier sur les habitants de Jérusalem, et les kinot ne contiennent pas d’appel à la délivrance divine car Sion a été punie pour les fautes de ses habitants. La dernière élégie se conclut sur un appel à Dieu à ramener à lui son peuple et à renouveler ses jours « comme jadis ».

## Auteur
La Bible hébraïque range ce petit livre dans les Ketouvim, les « Autres Écrits », et le compte parmi les Meguiloth, les « Cinq Rouleaux » qu'on lit aux grandes fêtes. La Septante et la Vulgate le placent à la suite du livre de Jérémie, avec un titre qui en attribue la composition à ce prophète. Cette attribution se fondait sur une phrase du Deuxième Livre des Chroniques et sur le contenu des poèmes, qui convient à l'époque de Jérémie. Mais la comparaison entre les contenus du Livre de Jérémie et celui des Lamentations révèle des incohérences sur de multiples sujets : les prophètes contemporains, le roi Sédécias, les Égyptiens et la doctrine de rétribution. Certains exégètes pensent que les Lamentations ont été écrites « contre » Jérémie et le parti pro-babylonien qui pouvait passer pour l'ennemi intérieur alors que l'envahisseur approchait.

## Contexte
Ce livre est composé de cinq poèmes lyriques. Les quatre premiers sont acrostiches (chaque vers commence successivement par l’une des 22 lettres de l’alphabet hébreu). Il décrit la grande douleur causée par le siège, la prise et la destruction de Jérusalem par Nabuchodonosor II, roi de Babylone. Vigoureux et pathétique, ce livre exprime la peine profonde à la vue de la désolation, de la misère de la confusion, de la famine, de l’épée et d’autres fléaux qui sont l’expression du châtiment divin pour les péchés du peuple, des prophètes et des prêtres. Le livre se termine néanmoins avec une note d'espoir.

## Résumé
Le premier poème décrit Jérusalem comme une princesse abandonnée, punie à cause de l’abondance de ses transgressions : « Quoi ! Elle est assise toute seule, la ville au peuple si nombreux ! Elle est devenue comme une veuve, elle qui, parmi les nations, était si peuplée. Princesse parmi les provinces, elle est soumise au tribut. »
Le second poème parle des conséquences de la famine : des enfants défaillent, des femmes mangent leurs propres enfants, les cadavres jonchent les rues.
Le troisième poème annonce l’espoir de Sion en la miséricorde divine.
Le quatrième poème déplore la gloire passée du temple de Jérusalem, maintenant détruit.
Le dernier poème débute par une supplique demandant à Dieu de se souvenir de son peuple.

## LesLamentationsdans les différents rituels
Les Lamentations sont récitées chaque année par les Juifs le soir du jeûne de Tisha Be'Av (9 Av), rappelant ainsi la destruction du Temple de Jérusalem.
Dans le rituel catholique, des extraits des Lamentations forment les 3 premières lectures (leçons) du 1er nocturne des matines appartenant à l'Office des Ténèbres de chacun des derniers jours de la Semaine sainte (jeudi, vendredi, samedi), et ont subséquemment connu de nombreuses mises en musique.

## LesLamentationsen musique
Le texte a servi de base à de nombreux motets ou autres pièces religieuses par plusieurs centaines de compositeurs. Parmi ces derniers on peut citer : 
- Bartolomeo Tromboncino, (vers 1470-1535 ou plus tard) ;
- Jachet de Mantoue, (1483-1559) ;
- Thomas Tallis (1505-1585), qui en a écrit deux versions ;
- Giovanni Pierluigi da Palestrina (1525-1594), 4 séries de Lamentations ;
- Roland de Lassus (1532-1594)
- Robert White (ca 1538-1574)
- Tomás Luis de Victoria (vers 1548-1611) : Officium Hebdomadæ Sanctæ (1585) ;
- Emilio de' Cavalieri, (1550-1602)
- Carlo Gesualdo (1566-1613), Responsoria et alia ad Officium Hebdomadæ Sanctæ spectantia (1611) ;
- Girolamo Frescobaldi (1583-1643)
- Jean-Baptiste Geoffroy (1601-1675) ;
- Giacomo Carissimi (1605-1674)
- Sébastien de Brossard (1655-1730)
- Alessandro Scarlatti (1660-1725) : Lamentazioni per la settimana santa (1706) ;
- Giacomo Antonio Perti (1661-1756)
- Jean Gilles (1668-1705) ;
- Joseph Michel (1668-1736) ;
- Jan Dismas Zelenka (1679-1745) ;
- Francesco Durante (1684-1755) ;
- Niccolò Jommelli (1714-1774) ;
- Alberto Ginastera (1916-1983), op. 44 (1947) ;
- Igor Stravinsky (1882-1971), Threni (1958) ;
- Ernst Křenek (1900-1991) ;
- Franck Bedrossian (1971-)

ainsi que les Offices ou Leçons de ténèbres de :
- Samuel Capricornus (1628-1665)
- Marc-Antoine Charpentier (1643-1704), plus de 50 pièces.
- Michel-Richard de Lalande (1657-1726)
- François Couperin (1668-1733)
- Jean-Baptiste Gouffet (1669-1729)
- Nicolas Bernier (1664-65-1734)
- Alexandre de Villeneuve (1677-1756)